# Gwyn Pierce Owen
Gwyn Pierce Owen (Isle of Anglesey, 1934. április 18. – 2019. július 31.) walesi nemzetközi labdarúgó-játékvezető.

## Pályafutása

### Nemzeti játékvezetés
Ellenőreinek, sportvezetőinek javaslatára lett az 1975-ben I. Liga játékvezetője. Az aktív nemzeti játékvezetéstől 1982-ben vonult vissza.

### Nemzetközi játékvezetés
A Walesi labdarúgó-szövetség Játékvezető Bizottsága (JB) terjesztette fel nemzetközi játékvezetőnek, a Nemzetközi Labdarúgó-szövetség (FIFA) 1977-től tartotta nyilván bírói keretében. Több nemzetek közötti válogatott és klubmérkőzést vezetett, vagy működő társának partbíróként segített. Az aktív nemzetközi játékvezetéstől 1982-ben a FIFA 45 éves korhatárát elérve búcsúzott. Válogatott mérkőzéseinek száma: 3.

#### Brit Bajnokság
1882-ben az Egyesült Királyság brit tagállamainak négy szövetség úgy döntött, hogy létrehoznak egy évente megrendezésre kerülő bajnokságot egymás között. Az utolsó bajnoki idényt 1983-ban tartották meg.
| Időpont           | Helyszín                | Mérkőzés típusa | Mérkőzés              | Eredmény |
| ----------------- | ----------------------- | --------------- | --------------------- | -------- |
| 1980. május 20.   | Wembley Stadion, London | csoportmérkőzés | Anglia–Észak-Írország | 1 : 1    |
| 1982. február 23. | Wembley Stadion, London | csoportmérkőzés | Anglia–Észak-Írország | 4 : 0    |

## Sportvezetőként
Az aktív pályafutását befejezve a Walesi Labdarúgó-szövetség JB küldőbizottságának vezetője volt.

## Írásai
1999-ben jelent meg a 20. C'mon Reff! című könyve

## Külső hivatkozások
- Gwyn Pierce Owen. World Referee. [2012. szeptember 20-i dátummal az eredetiből archiválva]. (Hozzáférés: 2013. január 31.)
- Gwyn Pierce Owen. footballzz.com. (Hozzáférés: 2013. január 31.)
- Gwyn Pierce Owen. eu-football.info. (Hozzáférés: 2013. január 31.)
- Gwyn Pierce Owen. org.uk. (Hozzáférés: 2013. január 31.)[halott link]